# 大柯內爾宮

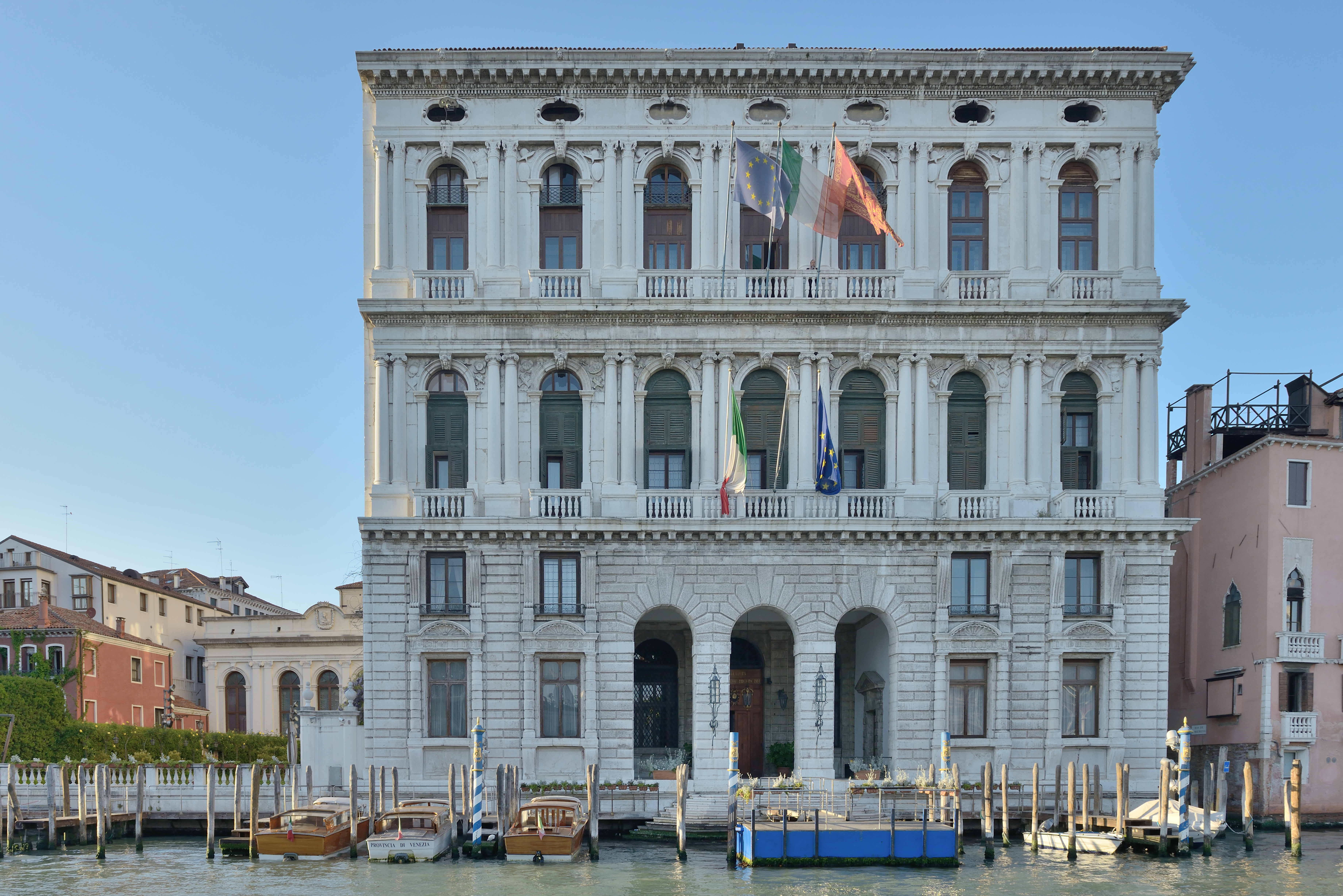
大柯內爾宮

大柯內爾宮（Palazzo Corner della Ca' Granda）是意大利北部城市威尼斯的一座建築，外觀是文藝復興式建築。這座建築隔大運河和佩姬·古根漢美術館相對。現在大柯內爾宮是威尼斯廣域市的政府辦公地點。大柯內爾宮的設計者是Jacopo Sansovino。